# Sepise
Sepise – wieś w Estonii, w prowincji Sarema, w gminie Kihelkonna.